# Кравченко, Григорий Пантелеевич

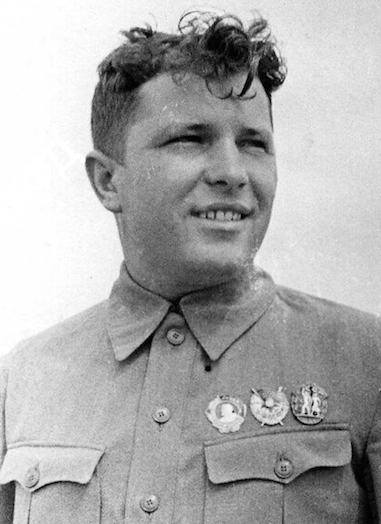
Г. П. Кравченко, 1939 год

Григо́рий Пантеле́евич Кра́вченко (укр. Григорій Пантелеймонович Кравченко; 29 сентября [12 октября] 1912, Голубовка, Екатеринославская губерния — 23 февраля 1943, Путиловский сельсовет, Ленинградская область) — советский лётчик-ас, генерал-лейтенант авиации, депутат Московского областного Совета депутатов трудящихся. Вместе с С. И. Грицевцом первый дважды Герой Советского Союза (1939).

## Биография
Григорий Кравченко родился 29 сентября (12 октября) 1912 года в многодетной семье крестьянина-бедняка в селе Голубовка Новомосковского уезда Екатеринославской губернии, ныне село входит в Перещепинскую городскую общину (укр. Перещепинська міська громада) Самаровского района Днепропетровской области Украины.
С весны 1914 года жил в селе Пахомовка Фёдоровской волости Павлодарского уезда Семипалатинской области (ныне село упразднено, территория в Теренкольском районе Павлодарской области Республики Казахстан). Вскоре его отца, Пантелея Никитича, призвали в армию, он вернулся в 1917 году на костылях.
В мае 1923 года семья Кравченко переехала на жительство в село Звериноголовское Челябинского уезда Челябинской губернии (ныне село — административный центр Звериноголовского муниципального округа Курганской области).
Здесь Гриша пошёл учиться в первый класс, окончил начальную школу. Учился у Парасковьи Николаевны Сучиловой, впоследствии награжденной орденом Трудового Красного Знамени. В мае 1925 года был принят в пионеры. В 1927 году поступил в Звериноголовскую школу крестьянской молодежи. С 1928 года он жил в интернате при школе, так как его родители переехали в деревню Мочалово (ныне в Притобольном муниципальном округе Курганской области), а затем в город Курган. Всего в интернате жило более 30 человек. Интернатовцы бесплатно питались и получали до 5 рублей в месяц на приобретение учебных принадлежностей. Школа имела небольшое подсобное хозяйство, 2 лошадей, корову. Григорий был председателем хозяйственной комиссии.
Во время учёбы в ШКМ вступил в январе 1928 года в комсомол. Вскоре его избрали членом бюро ВЛКСМ школы. В декабре 1929 года был избран членом райкома ВЛКСМ, внештатным секретарем райкома комсомола.
В 1930 году окончил школу крестьянской молодёжи и поступил в Пермский землеустроительный техникум, который вскоре был переведён в Москву. Осенью 1930 года принят кандидатом в члены ВКП(б).
После первого курса Московского землеустроительного техникума в 1931 году был призван в Рабоче-крестьянскую Красную армию. В июле 1931 года вступил в ВКП(б), принят в члены ВКП(б) политотделом морских сил Чёрного моря (партийный билет 0250931).

### В авиации
Когда зимой 1931 года было опубликовано обращение IX съезда ВЛКСМ с призывом «Комсомолец — на самолёт!», ответ советской молодёжи был единодушный «Дадим 100 000 лётчиков!». Григорий воспринял призыв как лично к нему обращённый и подал заявление с просьбой направить его в авиацию. По спецнабору ЦК ВКП(б) в мае 1931 года он был направлен в 1-ю военную школу лётчиков им. тов. Мясникова в Каче. В авиашколе он освоил самолёты У-1 и Р-1. Учебную программу настойчивый и дисциплинированный курсант прошёл за 11 месяцев.
В июле 1932 года, по окончании Качинской военной авиационной школы имени А. Ф. Мясникова, остался в ней работать как лётчик-инструктор. В 1933—1934 годах служил в 403-й ИАБ, которой командовал Пётр Иванович Пумпур. Быстро освоил истребители И-3, И-4, И-5.
С июля 1934 года служил в 116-й истребительной эскадрилье особого назначения под командованием полковника Томаса Павловича Сузи в городе Переславль-Залесский (ныне Ярославская область). Был командиром звена. Эскадрилья выполняла спецзадания НИИ ВВС. Участвовал в испытаниях динамореактивных авиационных пушек Курчевского АПК 4-бис на самолётах И-Z (N 13535). За успехи по службе был награждён 25 мая 1936 года орденом «Знак Почёта». В августе 1936 года награждён грамотой ЦК ВЛКСМ и Центрального Совета Осоавиахима СССР за отличную работу по подготовке и проведению авиационного праздника, состоявшегося 24 августа 1936 года.

### Участие в боевых действиях в Китае и на Халхин-Голе

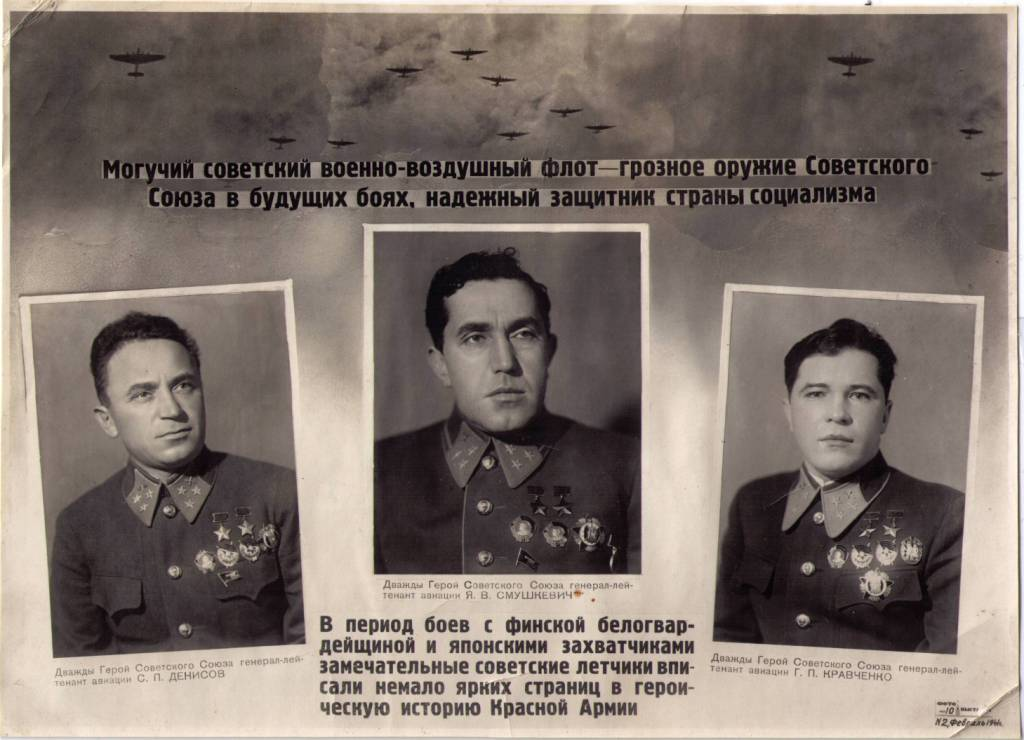
С. П. Денисов, Я. В. Смушкевич, Г. П. Кравченко

Старший лейтенант Кравченко участвовал в боевых действиях в Китае с 13 марта по 24 августа 1938 года. Летал на И-16 (76 часов боевого налёта). 29 апреля сбил 2 бомбардировщика, но был подбит и сам, с трудом посадил машину на вынужденную и более суток добирался до своего аэродрома в Наньчан. 4 июля, прикрывая выбросившегося с парашютом Антона Алексеевича Губенко, так прижал японский истребитель, что тот врезался в землю. После перелёта группы в Кантон, Кравченко участвовал в налёте на аэродром противника. 31 мая 1938 года уничтожил 2 самолёта при отражении вражеского налёта на Ханькоу. Спустя несколько дней уничтожил в одном бою сразу 3 истребителя противника, но был сбит и сам. Летом 1938 года над Ханькоу одержал последнюю победу — сбил бомбардировщик. Всего же в Китае он сбил около 10 вражеских самолётов, был награждён орденом Красного Знамени.
В конце декабря 1938 года Кравченко присвоено внеочередное воинское звание майор. Он продолжил летно-испытательную работу в НИИ ВВС в отряде Стефановского. Провёл государственные испытания истребителей: И-16 тип 10 с крылом «М» (декабрь 1938 — январь 1939), И-16 тип 17 (февраль-март 1939). Провёл ряд испытательных работ на истребителях И-153 и ДИ-6.
22 февраля 1939 года присвоено звание Героя Советского Союза с вручением ордена Ленина. После учреждения знака особого отличия «Золотая Звезда» ему была вручена медаль № 120.
29 мая 1939 года с Центрального аэродрома им. Фрунзе группа из 48 лётчиков и инженеров, имевших боевой опыт, во главе с заместителем начальника Управления ВВС комкором Яковом Владимировичем Смушкевичем вылетела на 3 транспортных самолётах «Дуглас» по маршруту Москва — Свердловск — Омск — Красноярск — Иркутск — Чита для укрепления частей, участвующих в советско-японском конфликте у реки Халхин-Гол. Провожать их приехал Климент Ефремович Ворошилов, который запретил вылет, пока не доставили для всех парашюты. 2 июня 1939 года Кравченко прибыл в Монголию и был назначен советником в 22-й истребительный авиационный полк (базировался на Тамсаг-Булак). После гибели в бою комполка майора Николая Георгиевича Глазыкина, а затем помкомполка капитана Александра Ивановича Балашёва, был назначен командиром полка. Лётчики полка уничтожили в воздухе и на земле более 100 вражеских самолётов. Сам Кравченко с 22 июня по 29 июля провёл 8 воздушных боёв, сбил 3 самолёта лично и 4 в группе, в том числе известного аса майора Маримото. Участвовал в двух штурмовых ударах по аэродромам противника, в которых под его командованием, на земле и в воздухе, было уничтожено 32 самолёта противника. 10 августа за мужество в боях с агрессорами Президиум Малого Хурала МНР наградил Григория Пантелеевича Кравченко орденом «Красного знамени за воинскую доблесть». Орден вручил Маршал МНР Хорлогийн Чойбалсан.

Памятная доска в честь Григория Пантелеевича Кравченко на здании, где он жил с 1939 г., Ленинский проспект, Москва

29 августа 1939 года майор Кравченко был во второй раз удостоен звания Героя Советского Союза (медаль № 1/II). Он и Сергей Иванович Грицевец стали первыми дважды Героями Советского Союза. Кроме самого Кравченко, ещё 13 лётчиков 22-го ИАП было удостоено звания Герой Советского Союза, 285 человек — награждены орденами и медалями, а полк стал Краснознамённым.
12 сентября 1939 года группа Героев Советского Союза на 2 транспортных самолётах вылетела из района реки Халхин-Гол в Москву. В Улан-Баторе советских лётчиков приветствовал маршал Чойбалсан. В их честь был дан обед.
14 сентября 1939 года героев Халхин-Гола встречали в Москве представители Главного штаба ВВС и родные. В Центральном Доме Красной армии состоялся торжественный обед.
15 сентября 1939 года отбыл в Киевский военный округ для участия в операции по освобождению западных областей Украины в должности советника авиационной дивизии.
2 октября 1939 года майор Кравченко был отозван из Киевского военного округа и назначен начальником отдела истребительной авиации Главного управления ВВС РККА. Кравченко была выделена квартира в Москве на Большой Калужской улице (ныне Ленинский проспект). Родители, младшие брат и сестра переехали к нему.
4 ноября 1939 года впервые в стране вручались Героям Советского Союза медали «Золотая Звезда». Первому в стране и сразу две медали «Золотая Звезда» Председатель Президиума Верховного Совета СССР Михаил Иванович Калинин прикрепил на гимнастёрку Григорию Кравченко.
7 ноября 1939 года он был ведущим пятерки истребителей и открывал воздушный парад над Красной площадью.
В ноябре 1939 года Кравченко был выдвинут кандидатом в депутаты Московского областного Совета депутатов трудящихся (в декабре был избран).

### Советско-финляндская война
Участник советско-финляндской войны 1939—1940 годов. Первоначально авиагруппа Кравченко (или Особая авиагруппа) состояла из двух полков — бомбардировщиков СБ и истребителей И-153 и дислоцировалась в Хаапсалу и на островах Эзель и Даго в Эстонии, но постепенно увеличилась до 6 авиаполков (71-й истребительный, 35-й, 50-й и 73-й скоростные бомбардировочные, 53-й дальнебомбардировочный и 80-й смешанный авиаполки). В оперативном отношении бригада подчинялась начальнику ВВС РККА комкору Я. Смушкевичу. Во время боевых действий эта бригада часто помогала 10-й смешанной авиабригаде ВВС Краснознаменного Балтийского флота при организации совместных ударов по финским портам и броненосцам. Распределение целей между бригадами было таким: 10-я бригада бомбила порты западного и юго-западного побережья Финляндии, а также транспорты и боевые корабли противника в море, а группа Кравченко — населенные пункты в центральной и южной Финляндии. Награждён вторым Орденом Красного Знамени.
24 декабря 1939 года избран депутатом Московского областного Совета депутатов трудящихся.
19 февраля 1940 года присвоено звание комбриг, в апреле присвоено звание комдив.
Летом 1940 года участвовал в присоединении Эстонии к СССР. В мае-июле 1940 года — начальник отдела истребительной авиации Лётно-технической инспекции ВВС Красной армии.
Постановлением Совета Народных Комиссаров Союза ССР от 4 июня 1940 года Кравченко присвоено воинское звание генерал-лейтенант авиации. С 19 июля до ноября 1940 года — командующий ВВС Прибалтийского особого военного округа. С 23 ноября 1940 года — слушатель курсов усовершенствования начальствующего состава при Академии Генерального штаба.
В марте 1941 года, после окончания КУВНАС, он был назначен командиром 64-й иад Киевского Особого военного округа (12-й, 149-й, 166-й, 246-й и 247-й ИАП), которой командовал вплоть до начала Великой Отечественной войны.

### Великая Отечественная война
С началом войны с Германией после гибели руководства 11-й смешанной авиационной дивизии Западного фронта 22 июня 1941 года назначен командиром этой авиадивизии, в июле-августе 1941 года участвовал в Смоленском сражении (11-я авиадивизия была придана 13-й армии Центрального, затем Брянского фронта).
С 22 ноября 1941 года по март 1942 года — командующий ВВС 3-й армии Брянского фронта. Затем, в марте-мае 1942 года — командир 8-й ударной авиационной группы Ставки Верховного Главнокомандования (Брянский фронт). С мая 1942 года формировал 215-ю истребительную авиационную дивизию, и в качестве её командира участвовал в боях на Калининском (ноябрь 1942 — январь 1943) и Волховском (с января 1943 года) фронтах.
23 февраля 1943 года в 12 часов 25 минут вылетел во главе группы из 8 самолётов Ла-5 (Г. П. Кравченко, В. И. Кузнецов, М. Г. Питолин, Г. В. Смирнов, Н. Г. Алифанов, Сенин, М. П. Ракитин, Сапегин) с аэродрома 263-го авиаполка, расположенного в Троицком. В 13 часов 20 минут начался воздушный бой с противником, имеющим 4-кратный перевес (3 самолёта Messerschmitt Bf.110 при сопровождении 2 самолётов Messerschmitt Bf.109 и 6—8 самолётов Focke-Wulf Fw 190 Würger из отряда 2./JG 54). В воздушном бою Кравченко сбил «Фокке-Вульф 190», однако его самолёт Ла-5 был подбит самолётом Messerschmitt Bf.109, который вскоре был подбит силами зенитного взвода 844-го батальона аэродромного обслуживания. Перелетев через линию фронта, не смог дотянуть до своего аэродрома и был вынужден покинуть самолёт, но парашют не раскрылся, — вытяжной трос, с помощью которого открывается ранец парашюта, перебило осколком. К 15 часам было получено сообщение о том что, покинув неуправляемый самолёт, погиб генерал Г. П. Кравченко в 3 километрах от передовой, в районе расположения 2-й батареи 1-го дивизиона 430-го гаубичного полка большой мощности 2-й ударной армии (батарея вела огонь по Синявинским высотам из района в 500 метрах северо-западнее населённого пункта Крутой Ручей Путиловского сельсовета Мгинского района Ленинградской области, ныне коттеджный посёлок Крутой Ручей Путиловского сельского поселения Кировского района Ленинградской области). Лётчик упал на бруствер, около орудия. Старший лейтенант Матвеев и лейтенант Шанава подбежали к пилоту, он шевелил губами, пытался что-то сказать, но тут же потерял сознание. Его перенесли в землянку, где размещался санитарный пункт. Фельдшер сделал укол, наложил повязки на пулевые раны. Они были не тяжёлые: сквозное ранение левой руки и левого бедра. Лётчику делали искусственное дыхание. Он был жив часа полтора, но в сознание так и не пришёл. Очевидцы гибели лётчика рассказывали, что самолёт генерала над местом катастрофы пролетел на высоте не более 300 метров. После того, как лётчик покинул кабину, самолёт снижался тем же курсом и упал в 1,5—2 км, в мелколесье. Не вернулись с боевого задания майор Кузнецов и старший лейтенант Геннадий Владимирович Смирнов, ранены майор Николай Григорьевич Алифанов, младший лейтенант Михаил Григорьевич Питолин. Победы над советскими самолётами в районе действия тройки в составе Кравченко, Кузнецова и Смирнова заявили командир группы майор Ганс Филипп (Hans Philipp), его ведомый унтер-офицер Ганс-Гюнтер Райнхардт (Hans-Gunther Reinhardt) и пилот 2./JG 54 обер-фельдфебель Карл Фукс (Karl Fuchs).
Урна с прахом захоронена в колумбарии в Кремлёвской стене 28 февраля 1943 года.
Общее число побед, одержанных Кравченко, ни в одном из источников не приводится (за исключением книги П. М. Стефановского «300 неизвестных», где указано 19 побед, одержанных в боях с японцами. Возможно, эти цифры отражают его общий итог боевой деятельности). Согласно некоторым мемуарным источникам, в своём последнем бою он одержал сразу 4 победы (3 самолёта сбил пушечным огнём, ещё один — умелым манёвром вогнал в землю). Некоторые западные источники указывают на 20 побед, одержанных в четырёх войнах.

## Воинские звания
- лейтенант (20.03.1936)
- старший лейтенант (19.02.1938)
- майор (26.09.1938)
- полковник (29.11.1939)
- комбриг (01.02.1940)[10]
- комдив (11.04.1940)[11]

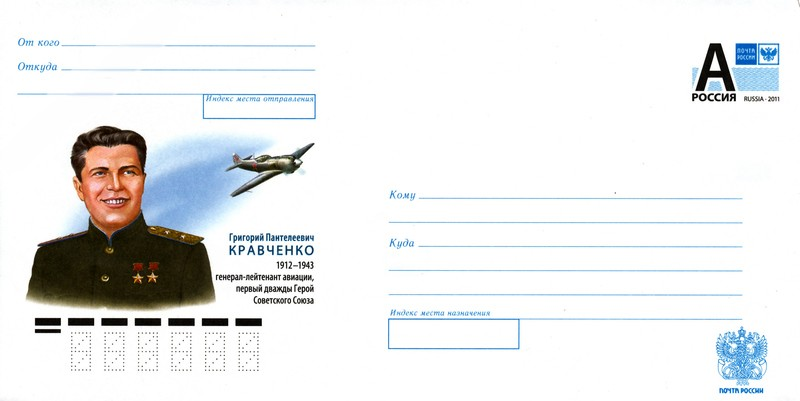
Почтовый конверт России

- генерал-лейтенант авиации (04.06.1940)[12]

## Награды
- Дважды Герой Советского Союза: 22 февраля 1939 года и 29 августа 1939 года
  - Две медали «Золотая Звезда» № 120 и № 1/II, вручены 4 ноября 1939 года.
  - Орден Ленина № 4006, 22 февраля 1939 года, вручен 7 марта 1939 года.
- Орден Красного Знамени, дважды: 14 ноября 1938 года, 19 января 1940 года.
- Орден Отечественной войны II степени, 22 февраля 1943 года[13][14].
- Орден «Знак Почёта», 25 мая 1936 года.
- Орден Красного знамени за воинскую доблесть, Монгольская Народная Республика, 10 августа 1939 года, вручен 15 августа 1939 года.
- Григорий Кравченко был одним из немногих лётчиков имевших «именной» самолёт. Правда, это была не боевая машина, а учебный У-2, на фюзеляже которого красовалась надпись: «Дважды Герою Кравченко Г. П. от уральских рабочих».

## Память

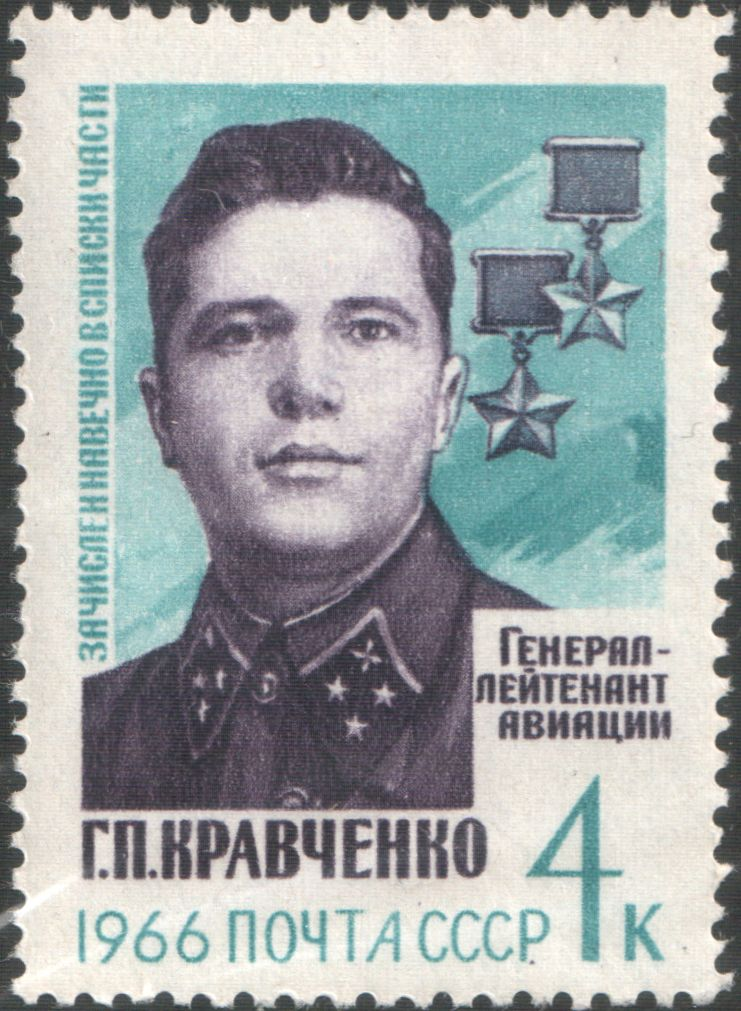
Почтовая марка СССР посвященная Г. П. Кравченко

Приказом Министра обороны СССР № 76 от 31 октября 1955 года навечно зачислен в списки 3-й эскадрильи 22-го истребительного авиационного Краснознамённого полка, которым командовал на Халхин-Голе.
Именем лётчика названы:
- Улицы: в Абазе, Абакане, Ачинске, Бору, с. Глядянском, с. Голубовка, Днепре (улица Генерала Кравченко), Донецке, с. Звериноголовское, Калаче-на-Дону, Котельниково, Красноярске, пгт Курагино, Кургане, Кызыле, Мариуполе, Минусинске, Москве (улица Кравченко), Нерюнгри, Павлограде, Перми, Санкт-Петербурге[15], пгт. Синявино, Тамбове, Топках, с. Унароково, Уяре, Череповце и др.
- Муниципальное казённое общеобразовательное учреждение «Звериноголовская средняя общеобразовательная школа им. Дважды Героя Советского Союза Г. П. Кравченко» (село Звериноголовское, Звериноголовский муниципальный округ Курганской области), имя присвоено в 2015 году[16];
- Государственное бюджетное общеобразовательное учреждение города Москвы «Школа № 630 имени дважды Героя Советского Союза Г. П. Кравченко», имя присвоено 19 февраля 2016 года[17];
- Голубовская общеобразовательная школа имени Г. П. Кравченко (Украина, Днепропетровская область, Новомосковский район, с. Голубовка).

Памятники:
- бронзовый бюст в селе Голубовка[18];

Памятник в Павлодаре

- бюст в Синявинской средней школе Кировского района Ленинградской области;
- бронзовый бюст на центральной площади Синявино Ленинградской области. Установлен на средства благотворителя Погосяна Грачья Мисаковича. Открыт 20 февраля 2014 года[19].
- стела на Алле Славы в Павлодаре
- бюст в с. Звериноголовском Курганской области. Изготовлен скульптором Денисом Стритовичем по проекту советника Председателя Российского военно-исторического общества Ростислава Мединского. Открыт 22 ноября 2017 года[20].

Мемориальные доски:
- мемориальная доска в Москве (на стене дома № 21 на Ленинском проспекте)[21];
- мемориальная доска в Ряжске;
- памятный знак в селе Голубовка;
- мемориальная доска на лицее № 12, г. Курган, ул. Кравченко, 28;
- мемориальная доска на доме, в котором жил, проходя службу в НИИ ВВС, до 1939 года Кравченко Г. П. в п. Чкаловский, Щелковского района, Московской области.

Медаль:
- В мае 2016 года постановлением Администрации Звериноголовского района учреждена Памятная медаль имени дважды Героя Советского Союза Григория Пантелеевича Кравченко. Медаль изготовлена методом штампа из латуни, диаметром 30 мм. На аверсе расположен портрет дважды Героя Советского Союза Г. П. Кравченко. Медаль с помощью кольца соединяется с пятиугольной колодкой, обтянутой муаровой лентой бело-сине-красный триколор, крепится к одежде с помощью булавки[22].

В филателии:
- 23 февраля 1966 года выпущена почтовая марка, художник Василий Васильевич Завьялов, номинал 4 копейки.
- 11 ноября 2014 года выпущен художественный маркированный конверт, художники Хания Набулловна Бетрединова и К. Боброва.

## Семья
- Дед Никита Кравченко, в 1923 году переехал в с. Звериноголовское
- Дядя Павел Никитич Кравченко, был мобилизован в Русскую армию адмирала Колчака, но бежал, в 1923 году переехал в с. Звериноголовское
- Дядя Анисий Никитич Кравченко, в 1923 году переехал в с. Звериноголовское
  - Отец Пантелей (Пантелеймон) Никитич Кравченко
  - Мать Мария Михайловна[23]
    - Брат Фёдор (1907—?), шофёр в 215-й истребительной авиационной дивизии
    - Брат Иван (25 сентября 1909—?), капитан, 70-й стрелковый полк
    - Брат Федот, в 1930-е годы изменил имя, стал Фёдор (13 августа 1912—?), окончил Саратовский институт Советского строительства, гвардии майор, начальник штаба 87-го гвардейского миномётного полка
    - Сестра Анна
    - Сестра Ольга, врач
    - Брат Иван (14 сентября 1923—?), капитан ВВС СССР